# Oppidum von Manching

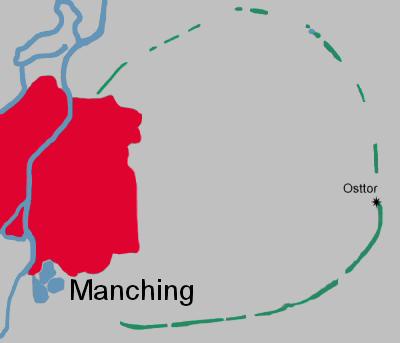
Skizze des Oppidum Manching

Das Oppidum von Manching war eine keltische stadtartige Großsiedlung (lateinisch Oppidum) in der Nähe des heutigen Manching (unweit von Ingolstadt). Die Siedlung wurde im 3. Jahrhundert v. Chr. gegründet und bestand bis 50–30 v. Chr. In der Spätlatènezeit, in der zweiten Hälfte des 2. Jahrhunderts v. Chr., erreichte das Oppidum seine größte Besiedlungsdichte und Ausdehnung mit einer Fläche von 380 Hektar. Zu dieser Zeit lebten 5.000 bis 10.000 Menschen innerhalb der Stadtmauer, die eine Länge von rund 7,2 Kilometern aufwies. Das Oppidum von Manching war damit eine der größten Siedlungen nördlich der Alpen. Vermutlich war die Siedlung, deren antiker Name nicht bekannt ist, der Hauptort des keltischen Stammes der Vindeliker.
Funde aus dem Oppidum Manching sind seit 2006 im Kelten-Römer-Museum in Manching ausgestellt.

## Forschungsgeschichte
Der große Ringwall bei Manching, der als markantes Bodendenkmal die Siedlung überdauerte, hatte schon zur Römerzeit Aufmerksamkeit erregt und blieb als Landmarke jahrhundertelang beispielsweise als Gemeinde- und Bistumsgrenze erhalten. Die erste Beschreibung lieferte 1831 der Lycealprofessor Andreas Buchner (1776–1854), der glaubte, das römische Vallatum gefunden zu haben. Eine erste Ausgrabung erfolgte 1892/93 durch Joseph Fink (1850–1929), doch erst Paul Reinecke erkannte 1903, dass der Ringwall von Manching ein keltisches Oppidum darstellt.
Im Rahmen der deutschen Kriegsrüstung baute die Luftwaffe in Manching 1936–1938 einen Flugplatz. Hierbei wurden große Teile des Oppidums zerstört, ohne der Denkmalpflege eine Gelegenheit zur Untersuchung des Areals zu geben. In dieser Zeit sind von der Bauleitung nur wenige Funde geborgen worden. 1938 nahm Karl-Heinz Wagner eine Ausgrabung am Nordostteil des Ringwalles vor. Er entdeckte, dass der Wall die Reste einer Mauer enthält, und beschrieb diese als Murus Gallicus. Wegen des Flugplatzes war Manching in den Kriegsjahren das Ziel zahlreicher Bombenangriffe, die zur weiteren Zerstörung der Befunde beitrugen.
1955–2016 leitete die Römisch-Germanische Kommission (RGK) des Deutschen Archäologischen Instituts die Forschungen und führte gemeinsam mit dem Bayerischen Landesamt für Denkmalpflege umfangreiche Ausgrabungen in Manching durch:
- 1955–1961 „Zentralfläche“ unter Werner Krämer
- 1962–1963 „Osttor“ unter Rolf Gensen
- 1965–1973 „Zentralfläche“ und Südumgehung unter Franz Schubert
- 1984–1987 Nordumgehung unter Ferdinand Maier
- 1996–1999 „Altenfeld“ unter Susanne Sievers
- 1990–2008 Manching-Süd (Gelände von EADS, DASA, StOV) durch Grabungsfirmen und verschiedene Mitarbeiter der RGK unter der Gesamtleitung von Susanne Sievers

2017/18 wurde ein ca. 7,3 ha großes Areal für ein Bauvorhaben von Airbus im Süden des Oppidums durch zwei Grabungsfirmen untersucht.
Bis 1987 waren ca. 12 Hektar der Siedlungsfläche untersucht. Ende 2002 waren bereits 26 Hektar erfasst. Manching ist somit das am besten erforschte Oppidum Mitteleuropas. Mit der Erforschung immer größerer Teile der Siedlung ging aber auch die fortschreitende Zerstörung des Oppidums einher, da ein Teil der Untersuchungen als Rettungsgrabungen vor der Überbauung vorgenommen wurde.
Im Frühjahr 2022 wurde auf einem Areal, wo eine Bundesstraße gebaut werden soll, eine in staatlichem Auftrag durchgeführte Grabung durch eine Raubgrabung geplündert.

## Siedlungsstruktur
Das Oppidum lag strategisch günstig am Schnittpunkt zweier Handelswege in Nord-Süd- und Ost-West-Richtung. Zudem mündete dort damals die Paar in die Donau, der Fernhandel erfolgte auch über Flussschifffahrt auf der Donau. Ein Altwasser der Donau war im Nordosten der Siedlung zu einem Hafen ausgebaut worden. Manching war wohl das bedeutendste Handels- und Wirtschaftszentrum der späten Latènezeit nördlich der Alpen.

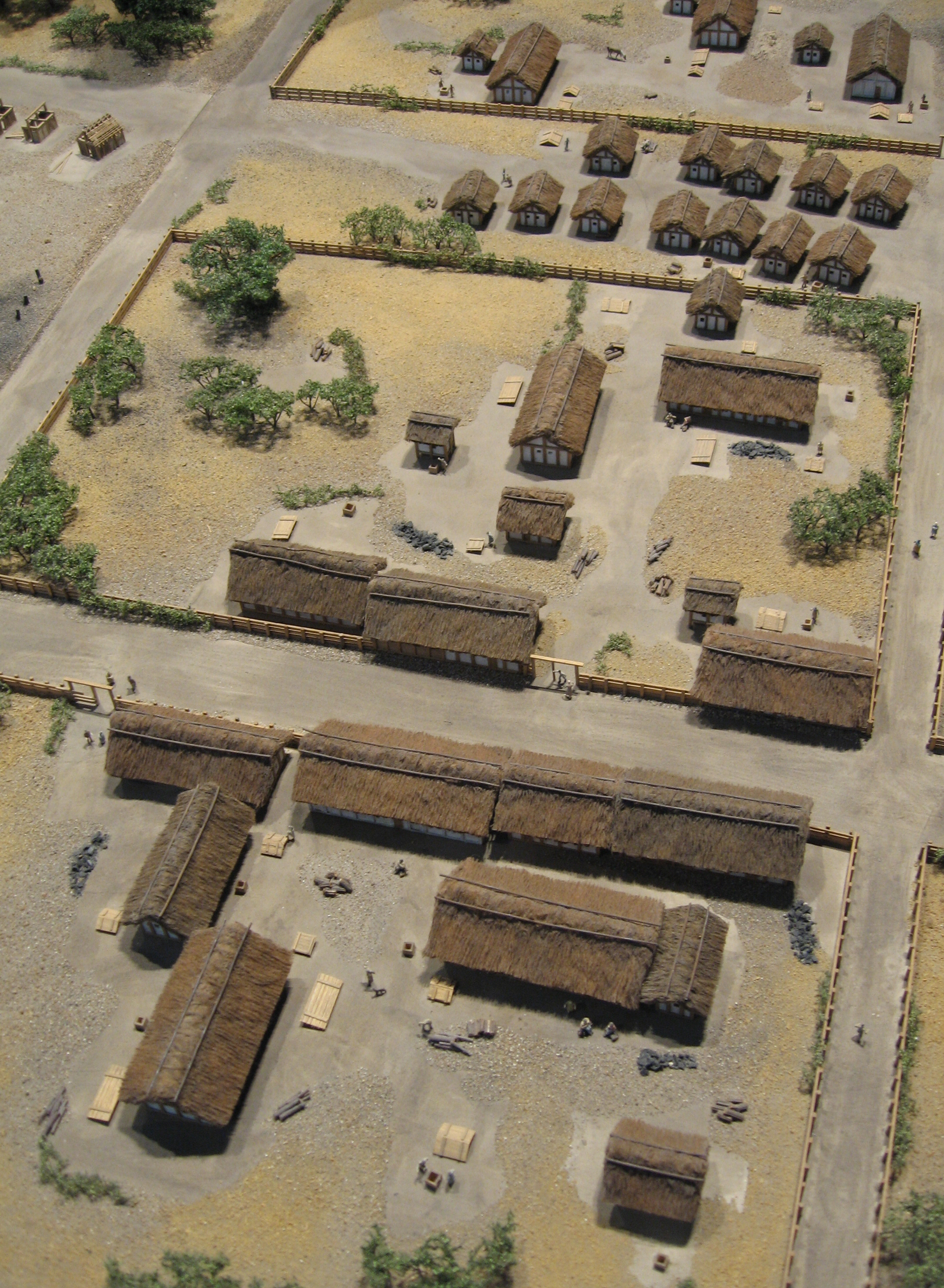
Modell der Zentralfläche

Die Siedlung wurde planmäßig angelegt und konstruiert. An den Haupthimmelsrichtungen ausgerichtet erfolgte eine Aufteilung in Parzellen, die hofartig umschlossen waren. Die Interpretation dieser Viereckanlagen wird kontrovers diskutiert. Es könnte sich um autarke Gehöfte gehandelt haben, die an hallstattzeitliche Herrenhöfe erinnern. Diese typisch ländliche Siedlungsform scheint sich durch neuere Erkenntnisse nicht zu bestätigen. Heute gilt als wahrscheinlicher, dass die Viereckanlagen Areale mit spezialisierten Lebensbereichen darstellen, die Landwirtschaft, Handwerk und Kult umfassten. Die Ausgrabungen am „Altenfeld“ bestätigen diese Vermutung, da dort ein regelrechtes Handwerksviertel ausgegraben werden konnte.
Im Zentrum der Siedlung konnte ein Tempel nachgewiesen werden, der wahrscheinlich auf die Gründungszeit zurückgeht. Dieses Ortszentrum wurde vom Ende des 4. Jahrhunderts v. Chr. bis in das 2. und 1. Jahrhundert v. Chr. benutzt. Depots von Waffen, Pferdegeschirr und Kesselteile, ein gepflasterter Platz und eine große Zahl an Kleinkinder- bzw. Säuglingsknochen verweisen auf die kultische Nutzung des Areals. Bisher wurden drei weitere Komplexe gefunden, die Sonderbauten enthalten, die als Heiligtum gedeutet werden können.
Entlang der Ost-West-Straße, die das Osttor mit einem hypothetischen Westtor verband, befanden sich kleine Hütten, deren Befunde auf Verkaufsstätten von Handelswaren hindeuten. Vom Südtor führte wahrscheinlich eine ähnliche Trasse in den Norden der Siedlung.
Die Siedlung war nicht durchgängig dicht besiedelt. Die Kernfläche („Zentralfläche“) bildete das verhältnismäßig trockene Schwemmland zwischen dem vermuteten West- und dem Osttor. Die Besiedlungsdichte dünnt zu den Rändern hin aus. Für eine äußere Zone, einen bis zu 500 m breiten Streifen im Anschluss an die Mauer, ist keinerlei Bebauung feststellbar. Diese Gebiete wurden wahrscheinlich als Ackerland und Viehweide genutzt.
Für die Bebauung sind ein- oder mehrräumige ebenerdige Pfostenhäuser mit einer Grundfläche zwischen 40 m² und 100 m² nachgewiesen. Teilweise wird auch von Fachwerkhäusern ausgegangen. Langhäuser, Grubenhäuser, Speicherbauten auf Stelzen, Vorratsgruben, Werkstätten und Brunnen vervollständigen das Bild. Viele Grundrisse beinhalten das Vielfache eines halben keltischen Fußes (15,45 cm). Ein als Maßstab interpretierter Stab mit Bronzeringen in dieser Länge wurde von Franz Schubert ausgegraben.
Bemerkenswert ist die große Vielfalt an Schlüsseln und Schlössern in der keltischen Großsiedlung. Die Menschen hatten also offensichtlich Besitztümer, die für sie schützenswert waren, und auf Grund des engen Zusammenlebens vieler Menschen auch ein gesteigertes Sicherheitsbedürfnis. Schubriegelschlösser und Hackenschlüssel wurden für Türen und Tore verwendet, Fallriegelschlösser für eher kleinere Türen und Federschlösser für Kisten und Truhen.

### Ernährung
Es gibt mehrere Hinweise darauf, dass innerhalb der Siedlung auch Landwirtschaft betrieben wurde. Insbesondere am Siedlungsrand dürften auch Felder gestanden haben. Zu seiner Blütezeit war das Oppidum jedoch sicherlich von Nahrungslieferungen aus dem Umland abhängig. Vorherrschend waren Gerste und Dinkel. Daneben wurde auch Rispenhirse, Einkorn, Emmer, Hafer, Weizen und Roggen angebaut. Auch Linsen, Ackerbohnen, Schlafmohn, Haselnüsse und Kernobst standen auf dem Speiseplan.
Eine riesige Menge an Tierknochen belegt eine intensive Viehzucht, möglicherweise war Manching auch ein überregionaler Viehmarkt. Primär handelte es sich um Schweine und Rinder (auch als Zugtiere), gefolgt von Schafen (Wolle) und Ziegen (Milch und Käse). Das Huhn spielte keine nennenswerte Rolle. Pferde und Hunde wurden auch verspeist, aber nicht eigens dafür gezüchtet.
Die Lage der Siedlung an Bachläufen und Flüssen legt nahe, dass Fischerei betrieben wurde. Diese konnte in den letzten Jahren durch intensive Untersuchungen von Grubenverfüllungen auch nachgewiesen werden. Hierbei konnte auch der Rest einer mediterranen Fischsoße (Garum) entdeckt werden.

### Wirtschaft
Die Siedlung verfügte über eine umfangreiche Eisenindustrie, deren Produkte aber in erster Linie für den Eigenbedarf gedacht waren. Das Eisenerz wurde im nahen Umland des Donau- und Feilenmoos abgebaut. Hergestellt wurden unter anderem zahlreiche spezialisierte Werkzeuge, die eine rege Handwerkstätigkeit belegen. Manching gilt auch als Produktionszentrum für Glasperlen und Glasarmringe. Die Farbe Blau stand dabei im Mittelpunkt. Töpferei, Schmuckherstellung und Textilverarbeitung wurden ebenfalls auf hohem Niveau betrieben.
Funde wie Bernstein von der Ostseeküste und Weinamphoren aus dem Mittelmeerraum belegen einen europaweiten Handel. Hinzu kommen Luxusgeschirr (Campana), Bronzegeschirr und Schmuck.
Für den innerstädtischen Handel wurde ein eigenes Münzsystem verwendet, das aus Kleinsilbermünzen und Büschelquinaren, sowie aus unedler Bronze (Potin) bestand. Für den Fernhandel wurden Gold- und etwa seit Beginn des 1. Jahrhunderts v. Chr. auch Silbermünzen verwendet. Die in Manching geprägten Goldmünzen weisen eine starke schüsselförmige Wölbung auf (Regenbogenschüsselchen). Auch Falschgeld war im Umlauf, beispielsweise mit Gold überzogene Bronzemünzen. Für die Echtheits- und Wertprüfung der Münzen wurden Feinwaagen verwendet.

### Befestigung

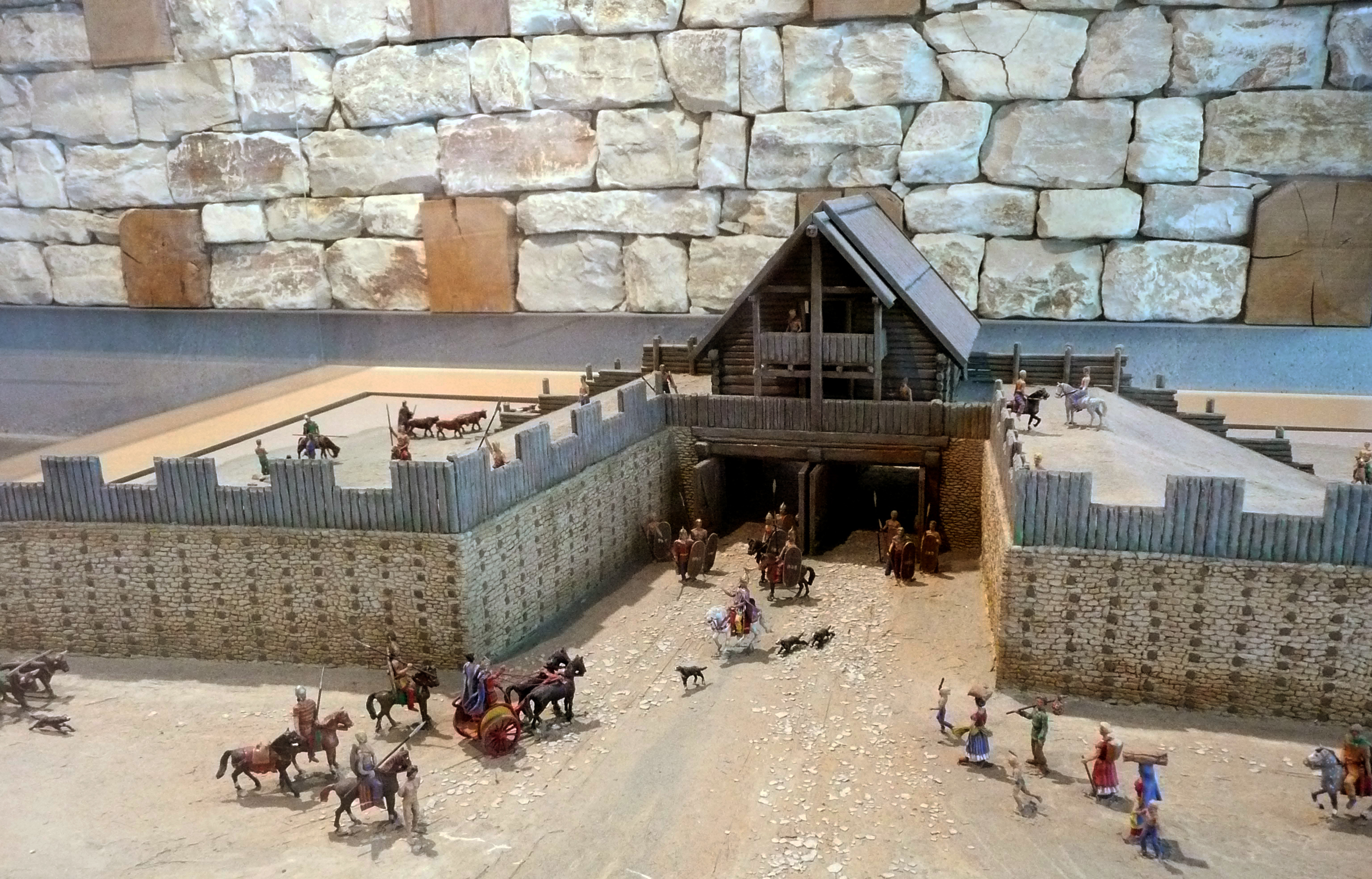
Modell des Osttores mit Rekonstruktion des Murus Gallicus

Die erste Stadtmauer wurde um 150 v. Chr. als Murus Gallicus errichtet. Warum diese Mauer errichtet wurde, ist unbekannt, aber neben einer möglichen Bedrohung der Siedlung dürften Prestigegründe eine nicht unwesentliche Rolle gespielt haben. Diese Funktion wird insbesondere durch die Monumentalität der Toranlagen zum Ausdruck gebracht. Von der Siedlungsseite her wurde die Mauer durch eine neun Meter breite Rampe verstärkt. Um 104 v. Chr. erfolgte der Bau der zweiten Stadtmauer als Pfostenschlitzmauer, die im selben Konstruktionsschema beim dritten Mauerbau erneuert wurde.
Der aus dem Südwesten kommende Igelsbach wurde entlang der Stadtmauer in die Paar umgeleitet. Vor der Entstehung des Oppidums verlief er quer durch das Siedlungsareal ins Riedelmoos. So entstand im Südwesten ein Wassergraben.
Besonders gut erforscht ist das Osttor der Siedlung, das als Rekonstruktion (allerdings im Süden des Ringwalles) oder als Bodendenkmal besichtigt werden kann. Es handelt sich dabei um ein Zangentor, das tatsächliche Aussehen der Aufbauten ist aber unbekannt. Dieses Tor wurde 80 v. Chr. durch einen Brand zerstört, der Bauschutt wurde an Ort und Stelle belassen. Dies deutet darauf hin, dass der Weg, der durch das Tor führte, nicht mehr benutzt wurde.

### Altmetallrecycling
In der Ausgrabungsfläche „Altenfeld“ konnte eine intensive Nutzung von Altmetallen nachgewiesen werden. Weil Metalle wegen des Transportaufwandes wertvoll waren, war möglicherweise Recycling in vorindustriellen Zeiten ein übliches Verfahren. Die in das 1. Jahrhundert v. Chr. datierten Funde aus der letzten Siedlungsphase könnten darauf hinweisen, dass sich der Niedergang der Siedlung bereits bemerkbar machte und die Wiederverwertung von Rohstoffen umso nötiger wurde.

### Bestattungen
Über das Siedlungsgebiet sind große Mengen an Menschenknochen verteilt, die zu Beginn der Erforschung als Beleg für einen gewaltsamen Untergang der Siedlung dienten. Heute werden Formen von Totenkult vermutet, die aber noch nicht näher interpretiert werden können. Mehrmals nachgewiesen wurde die Zweistufenbestattung. Hierbei wurden dem noch nicht vollständig skelettierten Leichnam Körperteile entnommen (bevorzugt Langknochen) und getrennt aufbewahrt (als Reliquien?) oder deponiert (beispielsweise in Form von Schädelnestern). Die Menge der in Süddeutschland zwischen dem 4. und dem 2. Jahrhundert v. Chr. gefundenen Bestattungen ist im Vergleich zu den zugehörigen Siedlungen allgemein sehr klein. Es wurde wohl nur ein kleiner Teil der Bevölkerung so bestattet, dass die Gräber mit den heutigen archäologischen Methoden aufgedeckt werden können.

## Gräberfelder
Mit dem Oppidum in Verbindung gebracht werden die Gräberfelder „Hundsrucken“ und „Steinbichel“, die am Ende des 4. Jahrhunderts v. Chr. angelegt wurden und deren jüngste Bestattungen in das 2. Jahrhundert v. Chr. datiert werden. Das Gräberfeld „Hundsrucken“ (22 Gräber) lag im Nordosten innerhalb der späteren Stadtmauer und wurde wahrscheinlich auf Grund der Ausdehnung der Siedlung aufgegeben. „Steinbichel“ (43 Gräber) liegt jenseits der Paar. Die Gräber der beiden Gräberfelder beherbergten wohl nur die Spitze der damaligen Gesellschaft, was durch die hohe Zahl der Waffenträger und die reiche Ausstattung der Frauengräber unterstrichen wird.

## Bedeutende Funde

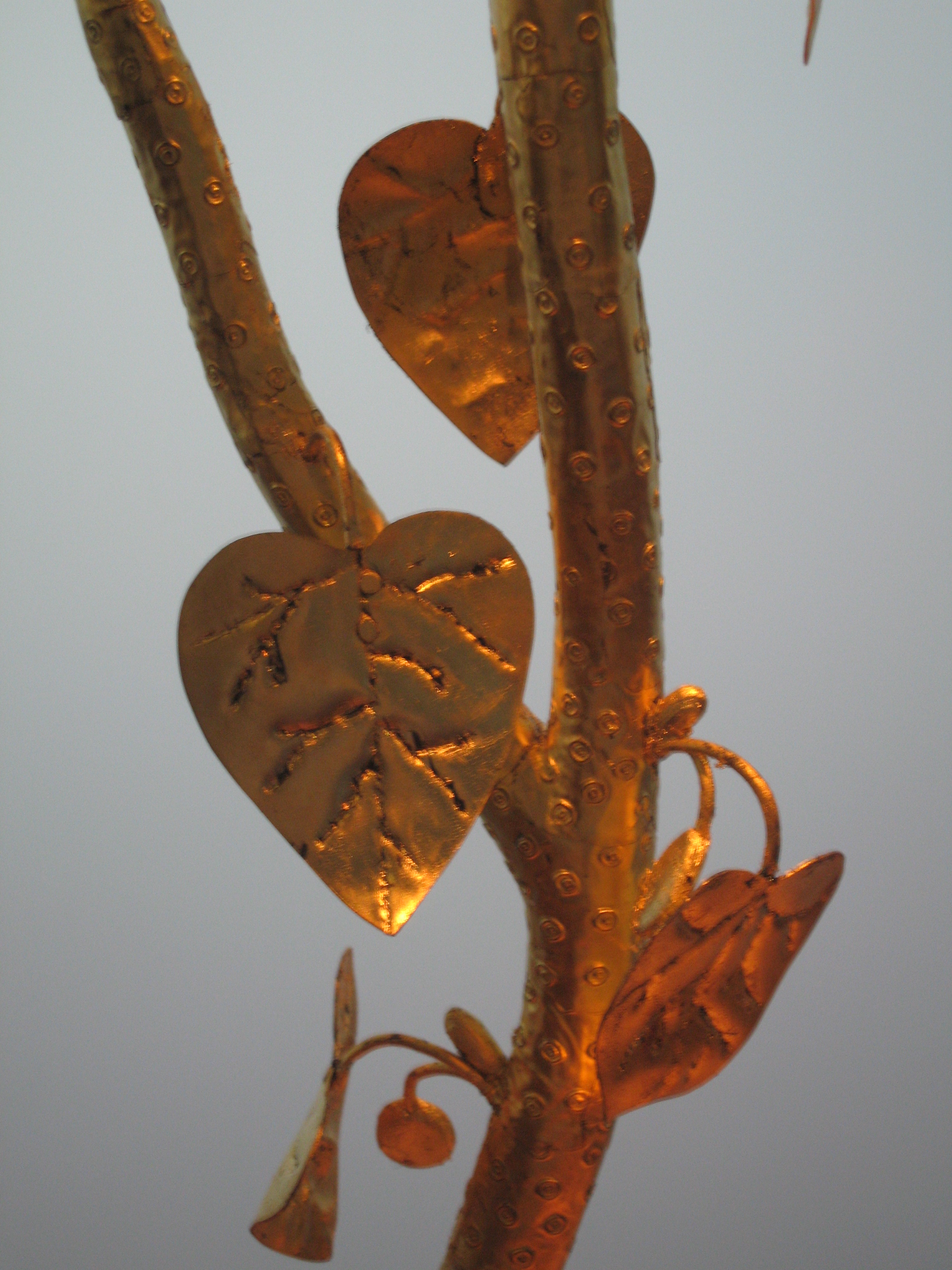
Rekonstruktion des goldenen Kultbäumchens

Unter den zahlreichen Einzelfunden der Ausgrabungen haben einige Stücke eigenständige Bekanntheit erreicht.
1999 wurde in der Nähe des Hafens ein Goldmünzendepot entdeckt. Es umfasst 483 boische Muschelstatere und einen 217 g schweren Goldklumpen. Drei Bronzeringchen deuten auf den Verschluss eines organischen Behältnisses hin.
1984 wurde während der Grabung „Nordumgehung“ ein Goldenes Kultbäumchen geborgen. In einen hölzernen, mit Blattgold überzogenen Stamm, der zusätzlich einen Seitenast trägt, sind bronzene Blätter (Efeu), vergoldete Knospen und Früchte (Eicheln) eingesteckt. Das Kultbäumchen wird als von Efeu umrankter Eichenspross interpretiert. Das Stück ist in das 3. Jahrhundert v. Chr. datierbar. Das Bäumchen befand sich in einem ebenso mit Blattgold verzierten Holzkasten.
Eine als Kultbild interpretierte Pferdeplastik aus dem 2. Jahrhundert v. Chr. ist im Gegensatz zu vergleichbaren Pferdedarstellungen nicht aus Bronze, sondern aus Eisenblech hergestellt. Gefunden wurden lediglich der Kopf (ohne Ohren) und Reste der Beine.

## Das Ende des Oppidums
Lange Zeit wurde davon ausgegangen, dass der Einmarsch der Römer zur Zerstörung der Siedlung führte. Eine komplette Eroberung oder Zerstörung wird heute jedoch als unwahrscheinlich angesehen. Zwar könnte der Marsch der Kimbern und Teutonen gegen 120 v. Chr. zu einer kriegerischen Auseinandersetzung geführt haben. Das Ende von Manching ist jedoch durch den Zusammenbruch der Wirtschaftssysteme ausgelöst worden, der mit den caesarischen Eroberungen in Gallien einherging. Eine stetig sinkende Bevölkerungszahl führte zur Verödung der Siedlung und zum Verfall der Stadtmauer, die nicht mehr unterhalten werden konnte. Bei der Ankunft der Römer 15 v. Chr. waren von der einst blühenden Stadt nur noch die Reste einer imposanten Stadtmauer erhalten geblieben.
Später bauten die Römer fast an gleicher Stelle eine Straßenstation, die als Vallatum in römischen Itineraren eingetragen ist. Zudem nutzten sie die Kalksteine der Mauer zur eigenen Rohstoffgewinnung, was durch gefundene Kalköfen belegt ist. Als Bauplatz für ein Kastell in der Mitte des 1. Jahrhunderts n. Chr. wurde jedoch das nahe Oberstimm gewählt, was wohl darauf zurückzuführen ist, dass die alte Keltensiedlung zwischenzeitlich die Anbindung an die Donau verloren hatte.